# Skin of Tears
Skin of Tears ist eine 1991 gegründete deutsche Skatepunk-Band aus Wermelskirchen. Anfänglich ein Quartett, spielt die Band seit 1996 in der Formation eines Trios. Ihr Name bedeutet übersetzt „um Tränen betrügen“. 2007 löste sich die Band auf, fand sich jedoch im Sommer 2012 wieder zusammen.

## Geschichte
Skin of Tears gründeten sich im Oktober 1991 als Quartett in Wermelskirchen, um melodischen Punk und Hardcore in der Folge mit Stilelementen verschiedener anderer Musikrichtungen wie Reggae, Rumba, Polka und Grunge zu mischen. 1995 kam es mit der Split-Single mit Gigantor zur ersten Veröffentlichung, auf die im selben Jahr, nach der Unterschrift beim Label „Lost and Found“, die Maxi-CD Blinded und das Album Shit Happens, das sich über 6000 mal verkaufte, folgten. 1996 spielten Skin of Tears als Vorgruppe der kanadischen Fat-Wreck-Chords-Band Propagandhi auf ihrer Europa-Tournee und absolvierten dabei ihr 200. Konzert. Im selben Jahr verließ Carsten Dombrowski, einer der Gitarristen, die Band, ohne durch einen anderen Musiker ersetzt zu werden.
Nachdem es 1997 zu Unstimmigkeiten zwischen der Band und ihrem Label „Lost and Found“ gekommen war, verließ die Band dieses Label im Streit. Das danach aufgenommene Album Up the Cups konnte wegen Rechtsstreitigkeiten mit „Lost and Found“ erst 1999 beim neu gegründeten bandeigenen Label „Rubble the Cat Records“ veröffentlicht werden.
Die Jahre 1999 und 2000 wurden hauptsächlich durch Konzerte in Europa, u. a. in Belgien, den Niederlanden, England, der Schweiz und Deutschland, gefüllt. Dabei wurden mit beispielsweise Bad Religion, Strung Out, No Use for a Name, Lagwagon, Rancid und Shelter Konzerte gegeben und auf Festivals wie dem Bizarre, Rock am See, Groezrock, Ignore aufgetreten. In England brachte „Hectic Records“ das Album Up the Cups heraus, worauf eine kurze UK-Tour unternommen wurde. Das folgende Album Out of Line wurde auf „Vitaminepillen-Records“ in Zusammenarbeit mit „Rubble the Cat“ veröffentlicht. Seine 12 Lieder umfassen musikalisch den stilistischen Bereich des Pop-Punk, des Ska und des Hardcore.
Die für den Herbst 2001 geplante Tour durch Indonesien konnte wegen der Ereignisse des 11. September 2001 nicht vollständig abgehalten werden. Nur zwei der ursprünglich geplanten acht Konzerte fanden statt. Die Konzerte fanden im Dago Tea House in Bandung und in der Sporthalle der Universität in Jakarta statt. Das 2002 erschienene Album After Eighties, das Coverversionen erfolgreicher Songs der 1980er Jahre enthält, die dem Stil der Band angepasst wurden, erreichte Platz 9 in den Alternative DAT 20 Album Charts. Im selben Jahr wurde Up the Cups in Brasilien bei „Barulho Records“ herausgebracht und mehrere Compilation-Beiträge gegeben.
Es folgte eine weitere Europa-Tour durch Deutschland, Belgien, die Schweiz, Frankreich und Spanien, wobei Konzerte mit den Donots, Heideroosjes und Bad Religion gegeben wurden. Ende des Jahres 2002 kam es zu weiteren Compilation-Beiträgen, z. B. auf dem in Japan bei Imperial Records / JVC erschienenen „Punk it“ Sampler.
2003 wurde Out of Line in Japan auf diesem Label herausgebracht sowie Lieder zu den Folgen 2 bis 4 der „Punk it“ Compilation-Reihe des gleichen Labels beigesteuert. Die Sampler und das Skin-of-Tears-Album Out of Line erreichten Platzierungen in den japanischen Charts. Von Mai bis Juni 2003 erfolgte eine weitere Europa-Tour zusammen mit den auf demselben Label veröffentlichenden Bands Shandon und 5DaysOff.
Bei „Vitaminpillen“ und „Rubble the Cat Records“ erschien im Februar 2004 das Studio-Album Ass It Is in Deutschland. Mitte 2004 fand ein Besetzungswechsel statt, als der Bassist Christian Schwandt ausstieg und durch Andreas Kohl ersetzt wurde. Im Jahr 2004 war die Band unter anderem auf dem in England erschienenen Sampler Too Much Hard Work sowie Best of Punk It in Japan vertreten.
2005 kam es mit den Konzerten in Moskau und St. Petersburg zu zwei Auftritten in Russland.
2006 nahmen Skin of Tears vier neu geschriebene Lieder auf. Zwei von ihnen wurden Teil der „Smalltownsounds“ Compilation.
Nach 16 Jahren, 5 Alben und jeder Menge Konzerten folgte 2007 dann das Aus. Als Gründe wurden unterschiedliche Lebensentwürfe und die zeitintensive sowie kräftezehrende Arbeit mit der Band angegeben.
Toto spielte von 2007 bis 2008 bei der Band Chefdenker Gitarre.
Toto wirkt bei der kommerziellen The-Beatles-Coverband "Rubber Soul" mit sowie bei einer weiteren Coverband.
Andi startete 2007 sein Solo-Projekt "Quickpunch".
5 Jahre später, im Jahr 2012, fanden sich Skin of Tears mit den Gründungsmitgliedern Toto Löhnert, Andreas Buschorn und Christian Schwandt wieder zusammen. Ein erstes Konzert in ihrer Heimatstadt Wermelskirchen war ausverkauft. Seitdem spielten Skin of Tears diverse Konzerte u. a. mit Bad Religion, Lagwagon, Mad Caddies und Strike Anywhere.
Am 28. April 2016 wurde das Album Fake My Day vorgestellt.

## Diskografie
- 1990: Life as I Know It (Demo-MC)
- 1995: Blinded (CD-Maxi-Single; L&F Records)
- 1995: Shit Happens (CD/Vinyl-Album; L&F Records)
- 1999: Up the Cups (CD-Album; in Deutschland: RTC Records; 2000 in England: Hectic Records; 2002 in Brasilien: Barulho Records)
- 1999: Split mit Bambix (CD; Vitaminepillen Records)
- 2001: Out of Line (CD/Vinyl-Album; in Deutschland: Vitaminepillen / RTC Records; 2003 in Japan: Imperial Records / JVC)
- 2002: After Eighties (CD; Vitaminepillen / RTC Records)
- 2004: Ass It Is (CD; Vitaminepillen / RTC Records)
- 2016: Fake My Day (Vinyl/CD/Download-Album; RTC Records)